# Ü

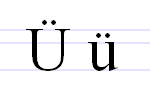

Ü ، ü یکی از حروف الفبای لاتین است، ساخته‌شده از یک U با دونقطهای بر فراز آن. این حرف عمدتاً صدای واکهٔ [y] را می‌رساند و در زبان‌هایی مانند آلمانی، گالیسی، اسپانیایی، کاتالان، اکسیتان، مجاری، ترکی استانبولی، ترکی آذربایجانی و استونیایی به کار می‌رود.
در زبان اسپانیایی کاربرد Ü برای تفکیک آوایی میان "gue"/"güe" و "gui"/"güi" است. در زبان کاتالان هم "gue~güe" هم از لحاظ آوایی برابر با‎ [ɡe]~[ɡwe]، "gui~güi" برابر با‎ [ɡi]~[ɡwi]، "que~qüe" ‎برابر با [ke]~[kwe] و "qui~qüi" هم برابر با [ki]~[kwi] اند. استفاده از این حرف در زبان فرانسوی در انگشت‌شمار واژگانی دیده می‌شود، مانند argüer با تلفظ [arɡ(ɥ)e] و معنای استدلال‌کردن.
در گذشته یکی از حروف الفبای زبان پرتغالی بود و برای خوانا کردن حروف u در ترکیب های gue,gui,que,qui میشد.اما در سال 1990 لغو شد. 